# Mattice-Val Côté
Mattice-Val Côté (offiziell Township of Mattice-Val Côté) ist eine Flächengemeinde im Nordosten der kanadischen Provinz Ontario. Das Township liegt im Cochrane District und hat den Status einer Single Tier (einstufigen Gemeinde).

## Lage
Mattice-Val Côté liegt im Nordosten der Provinz, in einem bewaldeten Gebiet mit vielen kleinen Seen und wird vom Missinaibi River durchflossen. Der Siedlungsschwerpunkt, mit den beiden größeren geschlossenen Ansiedlungen, sind die Ortsteile Mattice und Val Côté. Mattice-Val Côté liegt etwa 170 Kilometer Luftlinie nordwestlich von Cochrane bzw. etwa 720 Kilometer Luftlinie nordnordwestlich von Toronto.
Von Norden zieht sich entlang des Flusses der Missinaibi Provincial Park bis in die Gemeinde.

## Bevölkerung
Der Zensus im Jahr 2016 ergab für die Gemeinde eine Bevölkerungszahl von 648 Einwohnern, nachdem der Zensus im Jahr 2011 für die Gemeinde noch eine Bevölkerungszahl von 686 Einwohnern ergeben hatte. Die Bevölkerung hat damit im Vergleich zum letzten Zensus im Jahr 2011 entgegen dem Trend in der Provinz um 5,5 % abgenommen, während der Provinzdurchschnitt bei einer Bevölkerungszunahme von 4,6 % lag. Damit setzt sich der Trend in der Gemeinde fort, da bereits im Zensuszeitraum von 2006 bis 2011 die Einwohnerzahl in der Gemeinde stark um 11,1 % abgenommen hatte, während die Gesamtbevölkerung in der Provinz um 5,7 % zunahm.

### Sprache
In der Gemeinde lebt eine große Anzahl von Franko-Ontariern. Bei offiziellen Befragungen im Rahmen des Zensus 2016 gaben mehr als 85 % der Einwohner an Französisch als Muttersprache oder Umgangssprache zu verwenden. Mattice-Val Côté gehört zu den Gemeinden mit dem höchsten Anteil an französischsprachigen Einwohnern in der Provinz. Auf Grund der Anzahl der französischsprachigen Einwohner gilt in der Gemeinde der „French Language Services Act“. Obwohl Ontario offiziell nicht zweisprachig ist, sind nach diesem Sprachgesetz die Provinzbehörden verpflichtet, ihre Dienstleistungen in bestimmten Gebieten auch in französischer Sprache anzubieten. Die Gemeinde selber gehört auch der Association française des municipalités d’Ontario (AFMO) an und fördert die französische Sprachnutzung ebenfalls auf Gemeindeebene.

## Verkehr
Mattice-Val Côté wird in Ost-West-Richtung durch den King’s Highway 11, welcher hier Teil des Trans-Canada Highway Systems ist, erschlossen. Außerdem durchquert eine Eisenbahnstrecke der Ontario Northland Railway, auf der nur Güterverkehr erfolgt, die Gemeinde. Durch die Ontario Northland Transportation Commission werden Busverbindungen mit verschiedenen anderen Orte angeboten.